# Carobius lateproctus
Carobius lateproctus is een insect uit de familie van de bruine gaasvliegen (Hemerobiidae), die tot de orde netvleugeligen (Neuroptera) behoort. 
Carobius lateproctus is voor het eerst wetenschappelijk beschreven door New in 1988.